# 国見インターチェンジ

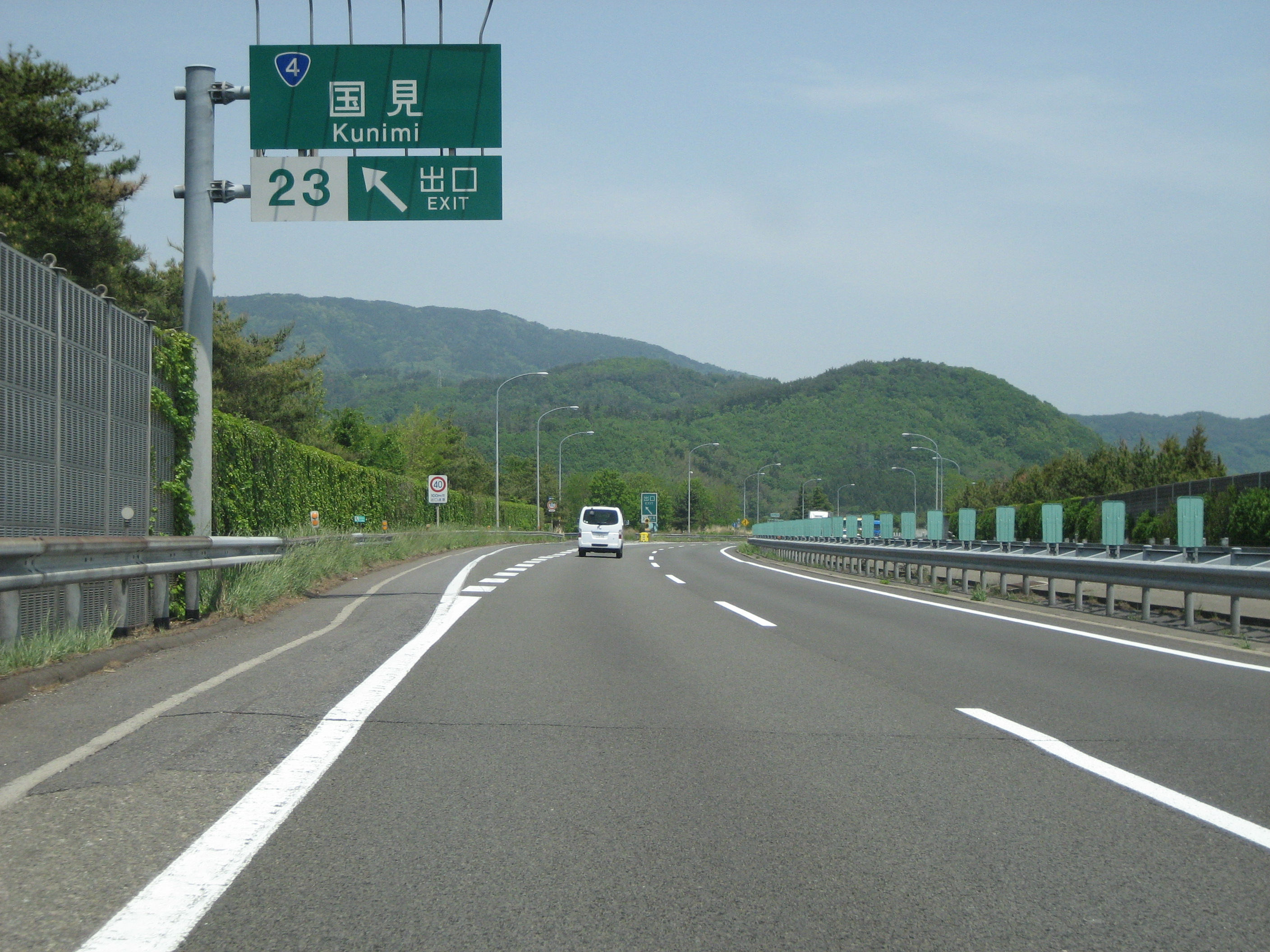
下り出口付近

国見インターチェンジ（くにみインターチェンジ）は、福島県伊達郡国見町大字小坂にある、東北自動車道のインターチェンジ。

## 道路
- E4 東北自動車道（23番）
- 接続する道路：福島県道46号白石国見線

## 料金所
- ブース数：4

### 入口
- ブース数：2
  - ETC専用：1
  - 一般：1

### 出口
- ブース数：2
  - ETC専用：1
  - 一般：1

## 周辺
- JR東日本東北本線 藤田駅
- 公立藤田総合病院
- 国見町役場
- 道の駅国見 あつかしの郷

## 隣
E4 東北自動車道
(22)福島飯坂IC - (22-1)桑折JCT - (23)国見IC - 国見SA - 白石中央SIC（事業中） - (24)白石IC